# Gabinet Dupong-Krier

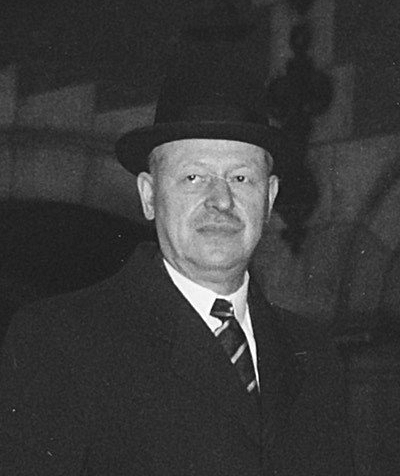
Fotografia de Pierre Dupong.

El Gabinet Dupong-Krier va formar el govern de Luxemburg del 5 de novembre de 1937 al 10 de maig de 1940.
El gabinet es va formar després de la renúncia del gabinet Bech, a causa del resultat d'un referèndum sobre l'anomenat Maulkuerfgesetz (llei mordassa).
Va ser un gran govern de coalició entre el Partit de la Dreta i el Partit dels Treballadors. Inicialment, els liberals també van participar, però Étienne Schmit va morir el 19 de desembre de 1937. N'hi va haver aleshores una reorganització el 7 de febrer de 1938 i una altra més el 6 d'abril 1940, quan Victor Bodson es va fer el càrrec de la cartera de René Blum.
Durant la invasió alemanya de Luxemburg el 10 de maig de 1940, tots els membres del govern, a part de Nicolas Margue van aconseguir travessar la frontera i anar a l'exili.

## Composició

### 5 de novembre de 1937 a 7 de febrer de 1938
- Pierre Dupong: Primer Ministre, Cap de govern, Ministrede Finances i de l'Exèrcit
- Joseph Bech: Ministre d'Afers Exteriors i de Viticultura, Arts i les Ciències
- Étienne Schmit: Ministre de l'Interior, Comerç, Indústria i Transports (mort el 19 de desembre de 1937)
- Nicolas Margue: Ministre d'Educació, Agricultura i Cultura
- Pierre Krier: Ministre de Seguretat Social i Treball
- René Blum: Ministre de Justícia i d'Obres Públiques

### 7 de febrer de 1938 a 6 d'abril de 1940
- Pierre Dupong: Primer Ministre, Cap de govern, Ministrede Finances i de l'Exèrcit
- Joseph Bech: Ministre d'Afers Exteriors i de Viticultura, Arts i les Ciències i de forma interina de l'Interior
- Nicolas Margue: Ministre d'Educació, Agricultura i Cultura i interí Ministre de Comerç, Indústria i Ocupacions
- Pierre Krier: Ministre de Seguretat Social i Treball
- René Blum: Ministre de Justícia i d'Obres Públiques i de forma interina de Transpots

### 6 d'abril a 10 de maig de 1940
- Pierre Dupong: Primer Ministre, Cap de govern, Ministrede Finances i de l'Exèrcit
- Joseph Bech: Ministre d'Afers Exteriors i de Viticultura, Arts i les Ciències i de forma interina de l'Interior
- Nicolas Margue: Ministre d'Educació, Agricultura i Cultura i interí Ministre de Comerç, Indústria i Ocupacions
- Pierre Krier: Ministre de Seguretat Social i Treball
- Victor Bodson: Ministre de Justícia, d'Obras Públicas i Transports